# Reinischkogel (Lavanttaler Alpen)
Der Reinischkogel ist ein 1463 m ü. A. hoher Berg der Koralpe in den Lavanttaler Alpen in der Steiermark. Sein Name wird davon abgeleitet, dass umfangreiche Ländereien und Bauernhöfe nördlich von ihm im Mittelalter zum Stift Rein gehörten
und der Berg deren südliche Grenze bildete (südlich des Reinischkogels lagen Gebiete, die dem Stift Admont übertragen waren).
Das Wort „Kogel“ ist auf den gerundeten Gipfel zurückzuführen. Ein runder Gipfelaufbau wird in der Geomorphologie als Kuppe bezeichnet, der Name kann mit Kuppe/Koppe (wahrscheinlich zu lat. cuppa „Becher“), oder Kogel/Kofel (vgl. „Kugel“), Kopf/Köpfel, Nock, Gupf oder Kulm (lateinisch culmen, „Höhepunkt“) bezeichnet werden.

## Geografie
Der Reinischkogel bildet den Beginn eines Ausläufers im Norden des Koralpenzuges Richtung Osten. Im Nordosten liegt das Tal des Stainzbaches, im Südosten liegt das Tal des Wildbaches, diese Bäche münden in die Laßnitz. Im Westen liegt der Modriachbach, der zum Einzugsgebiet der Kainach gehört.
Nächsthöherer Gipfel ist der 1510 m hohe Münzerkogel im Westsüdwesten.
Im Bereich des Reinischkogelgipfels treffen einander die Grenzen der Gemeinden Edelschrott (Westen und Norden), Stainz (Norden und Osten), Deutschlandsberg (Südosten und Süden). Über den Reinischkogel verläuft die Grenze zwischen den politischen Bezirken Deutschlandsberg und Voitsberg.
Der Reinischkogel ist in der Gipfelregion außer einer kleinen Bergwiese nahezu vollständig bewaldet, an seinen Hängen liegen nur wenige Bauernhöfe. Die nächsten größeren Orte sind Stainz im Osten (circa 10 km Luftlinie) und Voitsberg im Norden (circa 13 km Luftlinie).
Die Hänge des Reinischkogels werden im Süden durch die Landesstraße LH 645 Sallegger Straße von Bad Gams und Stainz aus Richtung Klosterwinkel und St. Oswald in Freiland erschlossen. Eine Zufahrtsstraße führt zum Reinischwirt (älterer Name vlg. Buchenreinisch) im Südwesten des Gipfels. Von ihm ist der Gipfel des Reinischkogels in ungefähr zwei Kilometer Wanderung erreichbar. Rund um den Reinischkogel liegen eine Reihe von unmarkierten Forststraßen, die nicht für den allgemeinen Verkehr freigegeben sind.
Im Südosten des Gipfels befinden sich auf dem Gebiet der ehemaligen Gemeinde Kloster eine Wiese, das Reinischkogel-Kreuz und eine aus Holz gebaute kleine Kapelle. Dort werden Gipfelmessen abgehalten.
Der höchste Punkt des Reinischkogels liegt im Wald etwa 300 Meter nordöstlich davon. Ein Wegkreuz, das „Kaltenbrunner Kreuz“, steht im Gebiet der Gemeinde Stainz an der Kreuzung der Wanderwege östlich des Gipfels. Es ist mit 1868 datiert und wurde 1986 renoviert. In der Nähe dieses Kreuzes liegt die Quelle des Stainzbaches.
Am Südhang liegt der Schrattelofen, ein markanter Felsblock, der unter Naturschutz steht. Ein weiteres Naturdenkmal an diesem Hang war eine vielwipfelige Fichte, die aber 2015 nicht mehr als Naturdenkmal verzeichnet war.
Der Reinischkogel liegt in einem Landschaftsschutzgebiet.

Reinischkogel
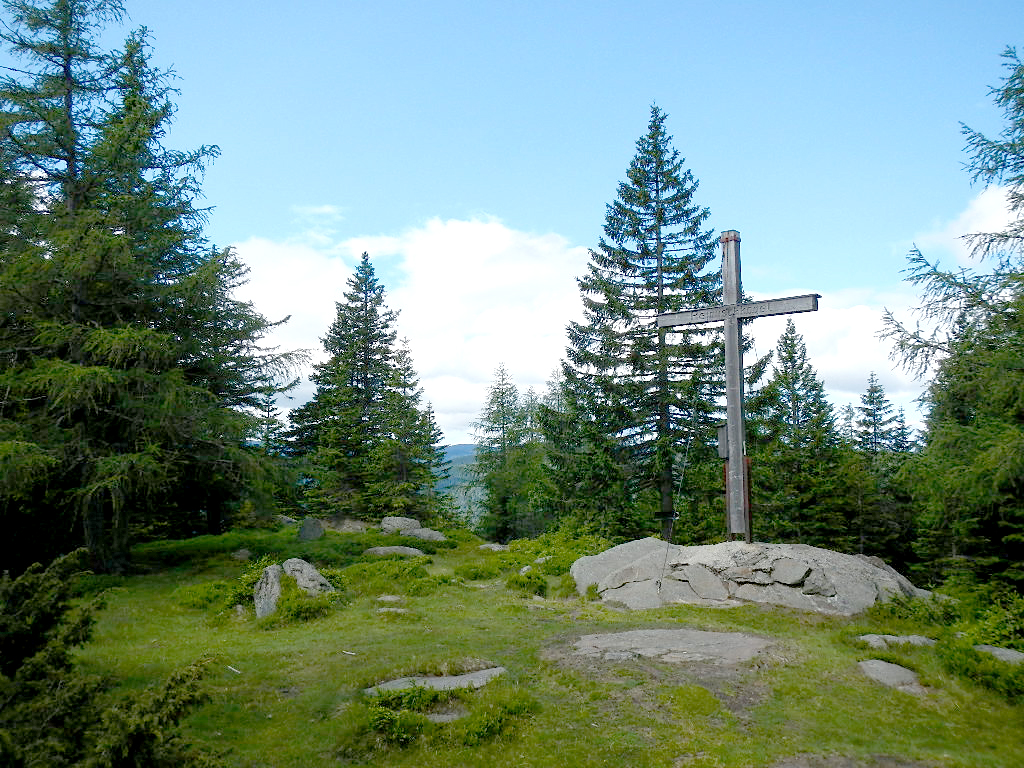
Gipfelkreuz
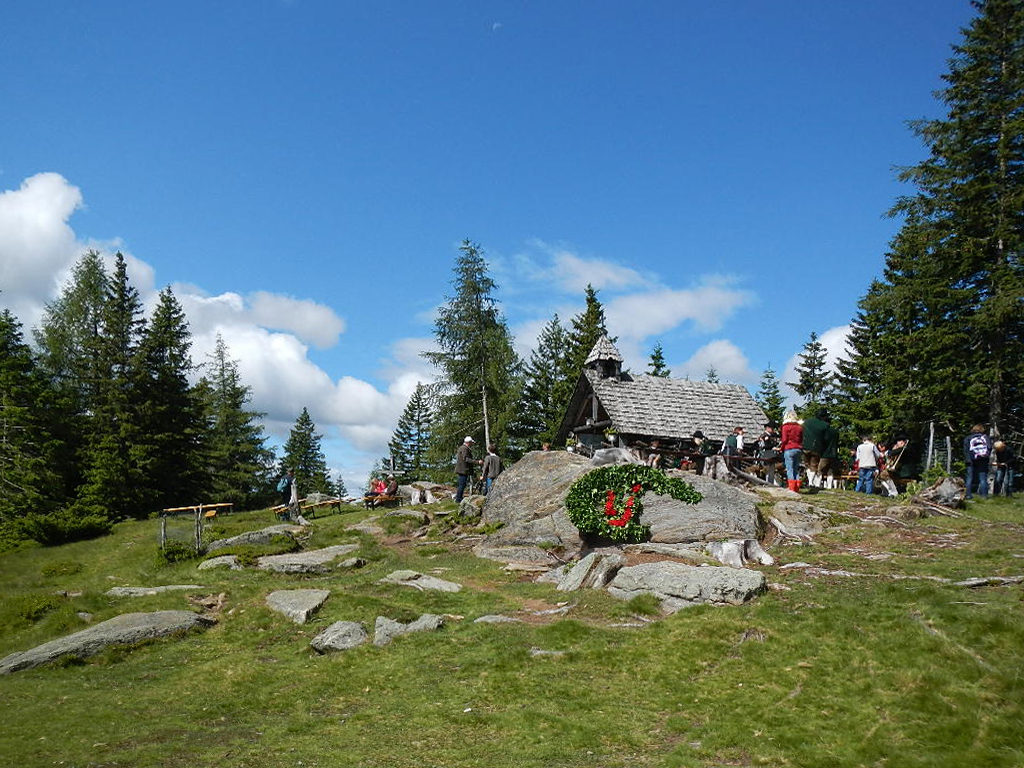
Reinischkogelkapelle
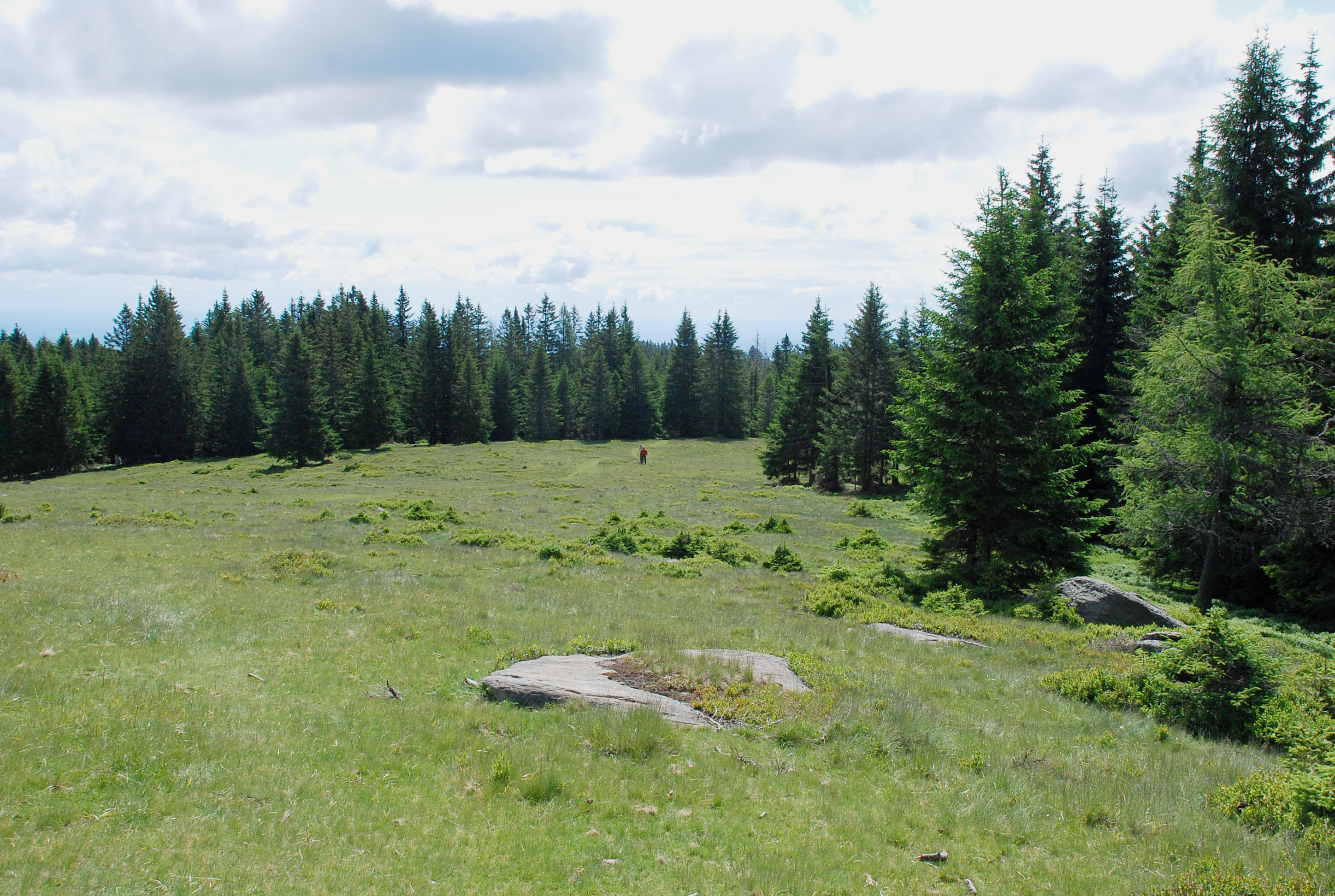
Wiese im Gipfelbereich
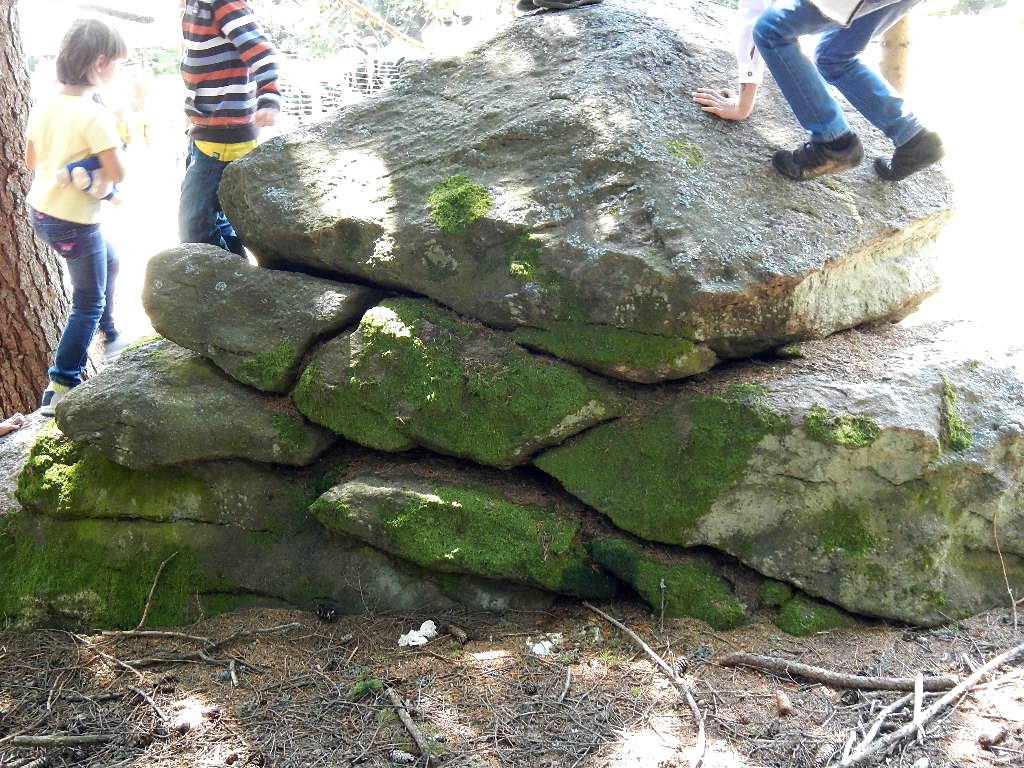
Verwitternder Gneisblock
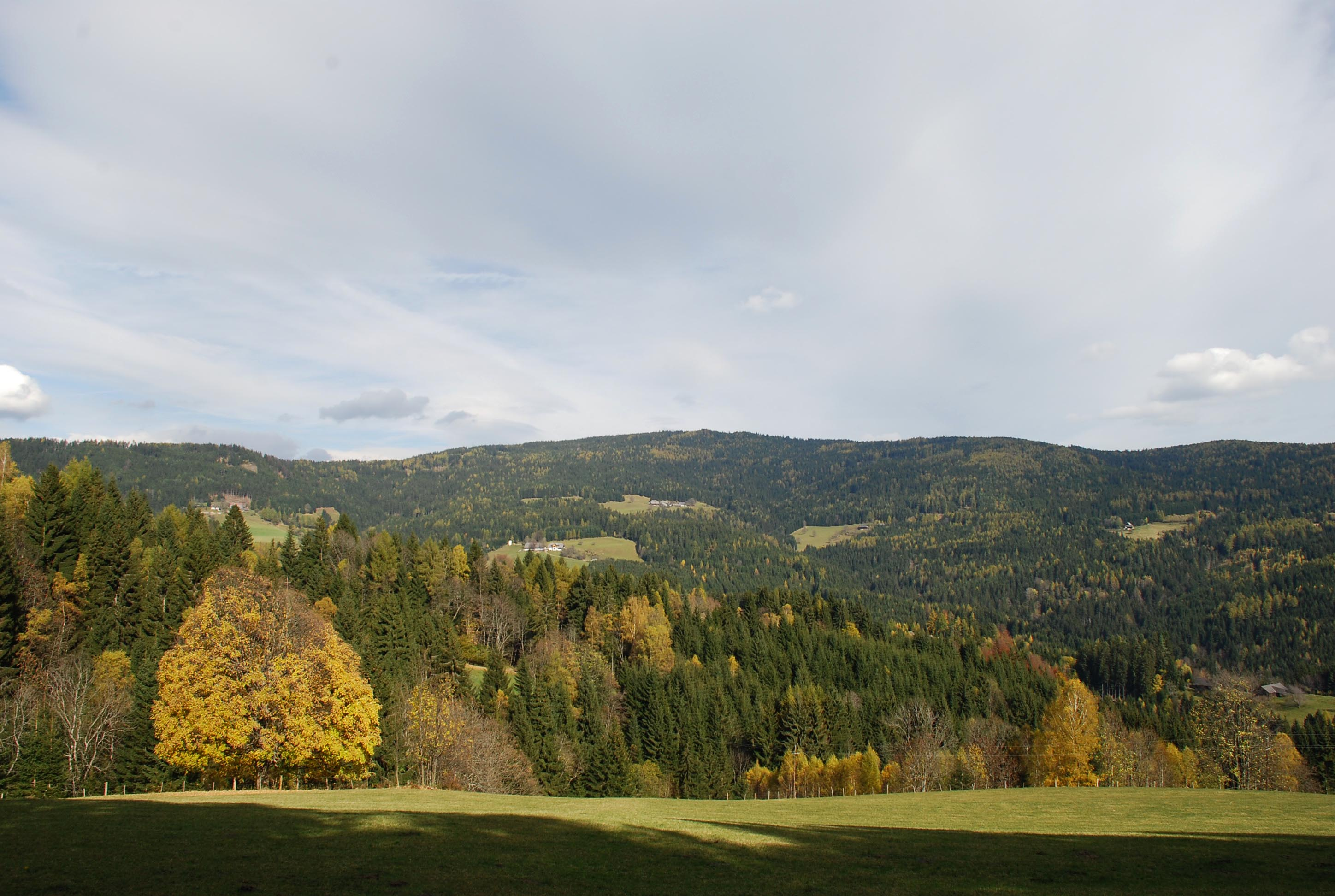
Reinischkogel vom Wildbachtal
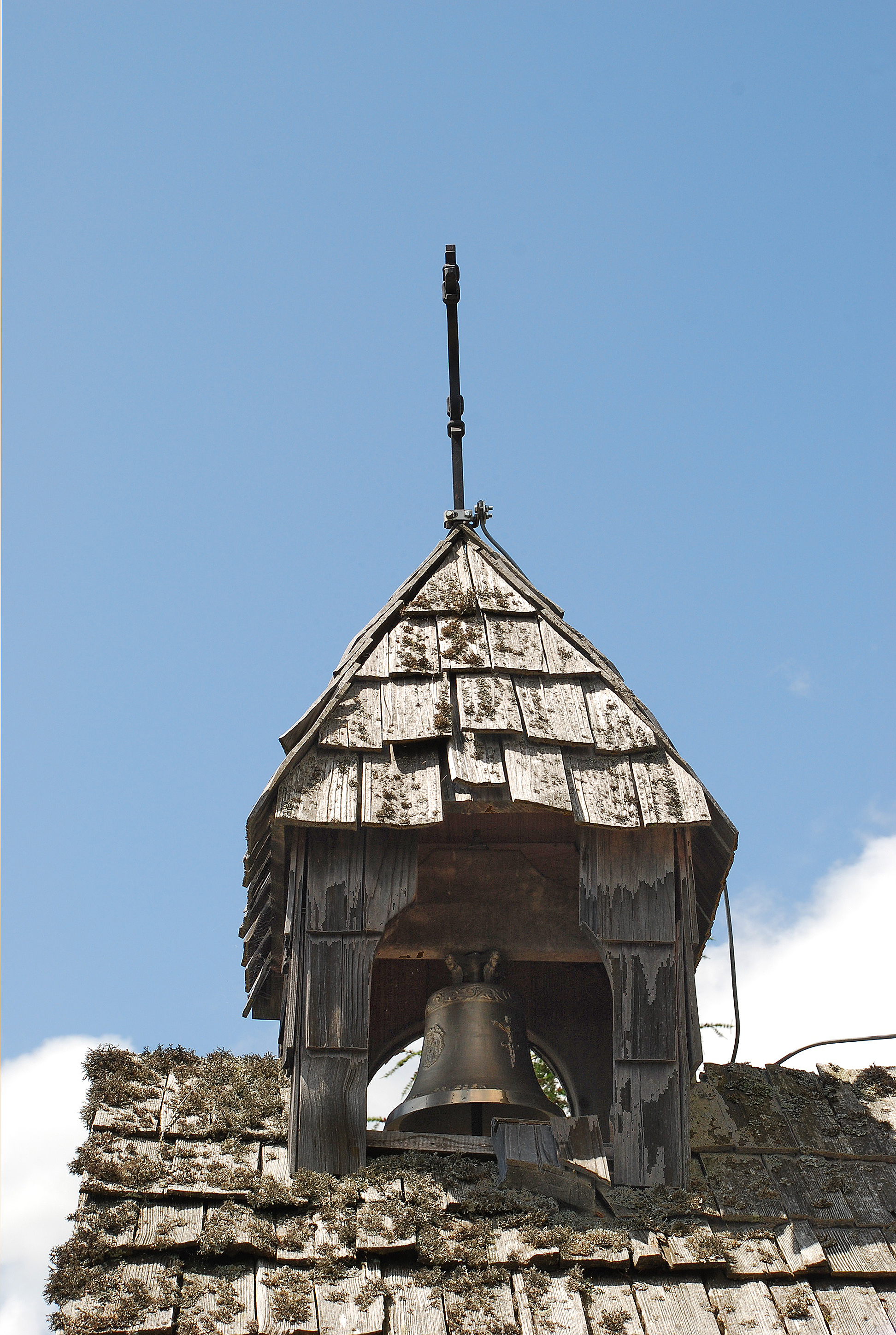
Glocke der Reinischkogelkapelle
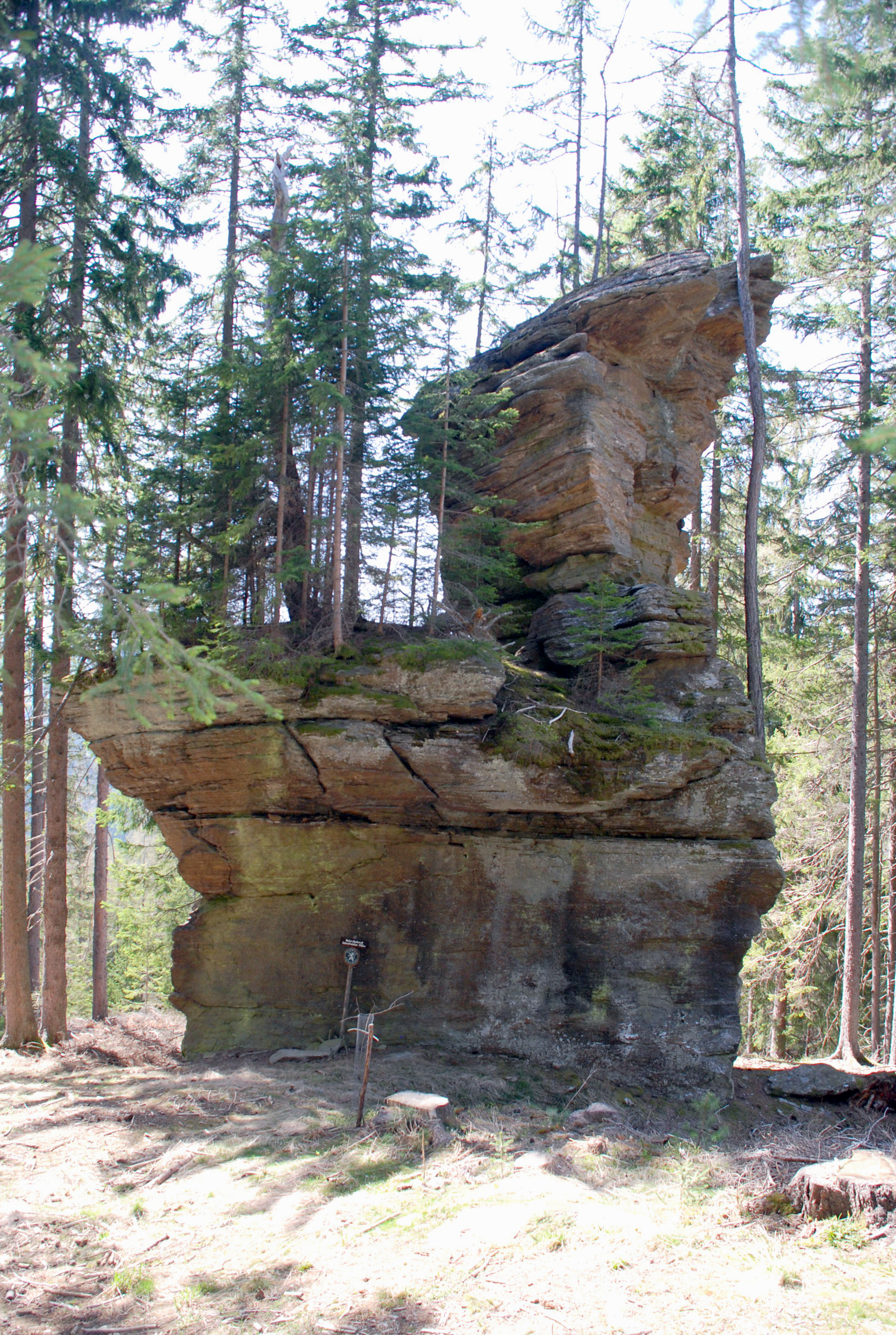
Der Schrattelofen am Südosthang des Reinischkogels

## Geologie
Der Reinischkogel bildet eine flache Kuppe, die aus grobem Schutt besteht, der aus der Verwitterung des Grundgesteins entstanden ist. An seinen Hängen haben sich einige schroffe Gesteinsformen aus Plattengneis erhalten, sogenannte Öfen. Der Berg ist aus Kristallin des Koralpenzuges (Koralpen- oder Koralmkristallin) gebildet, im Südwesten steht an mehreren Stellen Amphibolit oder Eklogit an. Bei den Gesteinen des Reinischkogels handelt es sich um Gestein, die im Zuge der Gebirgsbildung umgestaltet wurden (Metamorphes Gestein).
Der Reinischkogel ist wie die gesamte Koralpe eingehend geologisch untersucht, weil dieses Gebirge das heutige Aussehen der Alpen an ihrem Ostende beeinflusst hat.
Am Fuß des Reinischkogels im Wildbachtal sind in der Katastralgemeinde Sallegg an die hundert Fundstellen von Pegmatiten unterschiedlicher Mächtigkeit (vom Dezimeter-Bereich bis zu 20 Meter und mehr) publiziert. Bei ihnen wurden in kleinen Mengen mit Kristallen in Millimetergröße Uranminerale (Autunit, Torbernit, Uraninit), Uranopale, Turmalin, Zirkon, Dumortierit und andere Mineralien gefunden.

## Geschichte
Der Name „Absetzwirt“ östlich des Reinischkogels belegt eine alte Verkehrsverbindung: Der Name bezieht sich auf das „Absetzen“ (Abladen) von (Trag-)Lasten. Der Absetzwirt war ein Ort, an dem Lasttransporte eine Ruhepause einlegten oder an dem Lasten von einem Transportmittel auf ein anderes umgeladen wurden. Dies deswegen, weil nicht allen Fuhrleuten erlaubt war, den Bereich ihrer Grundherrschaft zu verlassen und daher Transporte an Grenzen an andere Transporteure übergeben werden mussten.
Das Schrogentor im Südwesten des Reinischkogels liegt an einer alten Straße zwischen der nördlichen und der südlichen Weststeiermark. Es ist nach einigen Felsformationen seiner Umgebung, größeren Schrogen (Schrofen) benannt.
Über den Reinischkogel verlief im 18. und 19. Jahrhundert die Grenze zwischen dem Marburger Kreis und dem Grazer Kreis, im 17. Jahrhundert gehörte er zur südlichen Grenze des Judenburger Kreises (damals gehörte das Gebiet um Voitsberg zu diesem Kreis).
1225 wird eine Straße von Gams aus erwähnt, die über das Gebiet Greim (und damit weiter über den Südhang des Reinischkogels) zur Hebalm ging – die „Greimstraße“.
Das Gestein des Reinischkogels enthält Vorkommen von Quarz. Im 17. Jahrhundert bestand im Nordosten des Reinischkogels im Gebiet der ehemaligen Gemeinde Greisdorf im Bereich des Anwesens Klugbauer (zumindest) eine Glasproduktionsstätte, deren Reste unter Denkmalschutz stehen. Ihre Stelle wurde ab 2010 näher untersucht. Es zeigten sich Reste eines kombinierten Glasschmelz- und Kühlofens und eines Streckofens für die Herstellung von Flachglas. Als Anlass für ihren Bau wird auch der Holzreichtum der Gegend gesehen, durch den allgemein Holz für die Feuerung und Buchenholz zur Erzeugung von Pottasche zur Verfügung stand.